# 坪井淳一
坪井 淳一（つぼい じゅんいち）は、Kiss-FM KOBEのラジオ番組のプロデューサー、ラジオパーソナリティ、DJ。株式会社ファイ代表取締役社長。

## 来歴・人物
兵庫県出身。鹿児島大学美術科卒。学生時代はハードロックバンドKicksのベーシストとして活躍。
卒業後成田空港国際線で通訳として仕事をしながら、東京アナウンスアカデミーでアナウンスを学ぶ。福島放送（KFB）初代アナウンサー。その後、FM長崎に移籍、局アナとして活躍。ロック専門番組『ROCK TO ROCK』で多くのROCK ARTISTを紹介。ロック関係のミュージシャンの多くが彼の番組にゲストとして参加していた。リスナーの中には当時高校生だった福山雅治や柴田亜美などがいる。
FM長崎退社後、bayfmに移籍、その後地元のKiss FM KOBEに移籍。KFB、FM長崎、Kiss FM KOBEでは開局第一声を担当。Kiss FM KOBE移籍後はプロデューサーとして活躍。阪神・淡路大震災時は、一時DJとして復帰。
震災報道では壊れた局舎の中で、長期間に渡り、ジョジョ大谷とともにサバイバル情報を伝えた。Macintoshの愛用者でもある。また、多くのアーティストをメジャーデビューさせるなど、音楽界でも活動中。